# تیاگو آلوز
تیاگو آلوز (انگلیسی: Thiago Alves; ۳ اکتبر ۱۹۸۳ – ) ورزشکار هنرهای رزمی ترکیبی اهل برزیل است. وی از سال ۲۰۰۱ میلادی تاکنون مشغول فعالیت بوده‌است.